# کادمیم (I) تتراکلروآلومینات

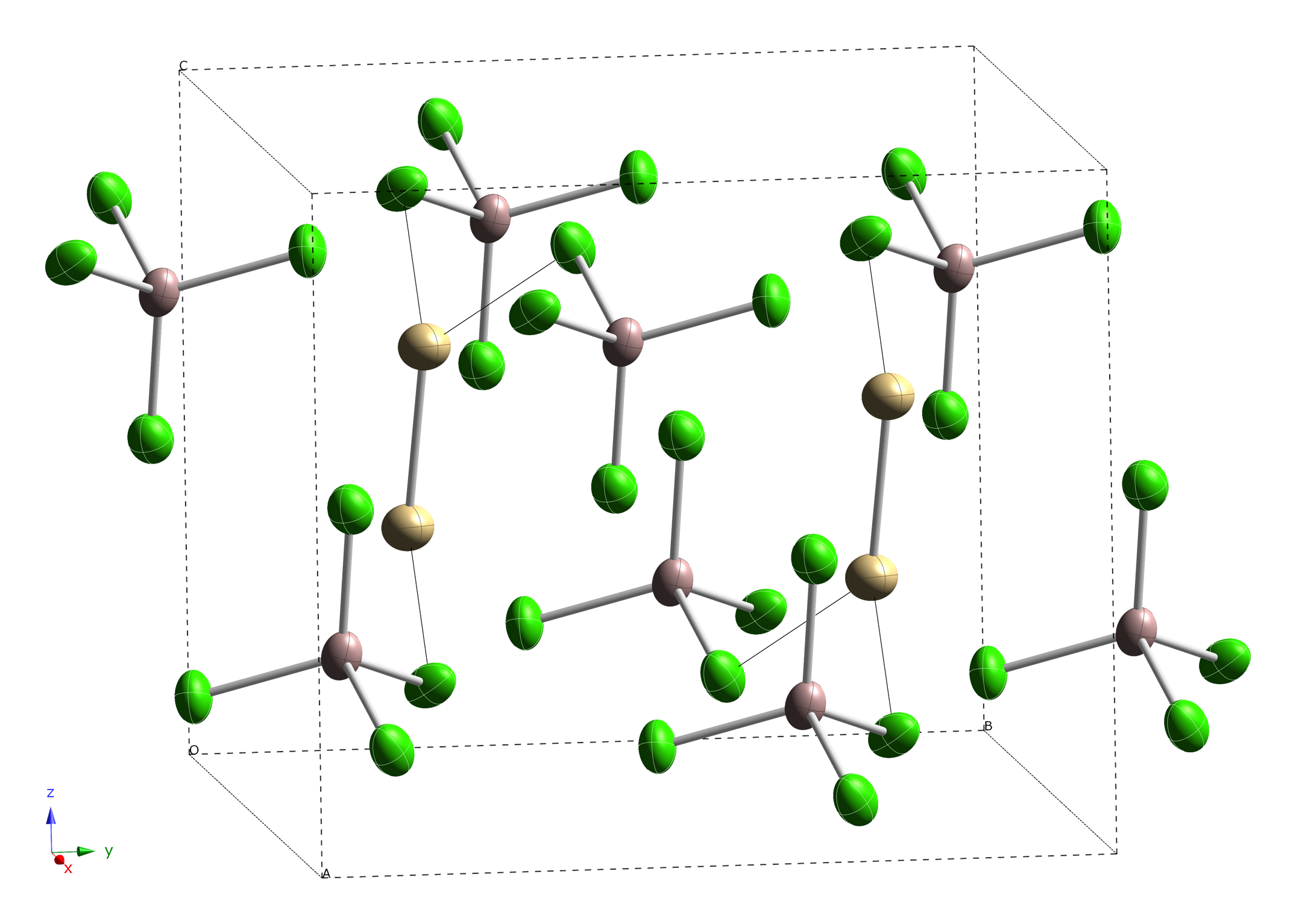
کادمیم تتراکلروآلومینات

کادمیم(I) تتراکلروآلومینات (به انگلیسی: Cadmium(I) tetrachloroaluminate) با فرمول شیمیایی Cd۲Al۲Cl۸ یک ترکیب شیمیایی است. که جرم مولی آن ۵۶۲٫۴۱۲۳ g/mol می‌باشد. شکل ظاهری این ترکیب، بلور سفید است.